# Francisco Javier Mina
Francisco Xavier Mina (Otano, Navarra, Espanya, 1 de juliol de 1789 - Cerro del Borrego, a prop de Pénjamo, Guanajuato, Nova Espanya, 11 de novembre de 1817, militar i guerriller espanyol que participà en la Guerra de la Independència de Mèxic.
Era fill d'uns llauradors benestants que, en observar la seva natural desinhibició i clar talent, l'enviaren a estudiar, sense reparar en sacrificis, a la Universitat de Saragossa. Xavier va resultar ser el tipus perfecte d'estudiant de l'època. Les notícies dels esdeveniments del 2 de maig de 1808, exaltaren l'esperit de Xavier, i amb altres estudiants, treballà perquè Saragossa es revoltés amb armes i posés al seu davant en Palafox, prenent part activa en els dos setges de la ciutat, i caient malalt al llit, a causa d'unes febres. Per acabar de restablir-se, el metge li ordenà l'exercici de la caça, i trobant-se fora, a la muntanya, es presentaren a Idocin (municipi d'Ibargoiti) 200 dragons francesos (28 de juliol, de 1809). Un grapat de paisans, perquè la majoria es trobava al camp, pretengueren resistir i foren vençuts, i la casa de Mina saquejada i els seus pares reduïts a la misèria. Quan el seu oncle, el després general Espoz i Mina, sortí al seu encontre i li referí l'ocorregut, jurà venjar-los, i ho complí, llençant-se al camp amb el seu oncle i altres joves decidits.

## Comença a Lluitar
Un valor sense límits, un entusiasme imponderable, una activitat esbalaïdora li feren commoure Navarra, batre als imperials a Egusain, al Carrascal i a Beriain, ha fet popular el seu nom a l'Aragó i la Rioja, el jovent del qual s'apressava a engrossir la seva guerrilla. Tant valent, com humà, respectà la vida dels presoners que feia, però avisà al general D'Agoult, que menava a Pamplona, que si aquest continuava perseguint i empresonant als particulars i llauradors, perquè els seus fills restaven en les guerrilles, menaria afusellar qualsevulla soldat que caigues a les seves mans.
Assabentat que els imperials es dirigien a Sangüesa amb un ric botí, emboscà la seva gent, i a penes els veié passar de Rocafort, els atacà i va vèncer, completant el triomf del seu oncle Espoz i Mina. En pocs mesos els seus atacs i les seves emboscades, les seves lluites i victòries foren tantes, que el governador espanyol de Lleida l'envià armes i municions per als joves que diàriament se li presentaven, i la Junta Central li envià una bella bandera amb una honrosa dedicatòria.
El general D'Agoult volgué entrar en tractes amb ell oferint-li tot el que demanés perquè es retirés, oferiment que Xavier refusà noblement. Llavors el mariscal Suchet ordenà al general Arispe que, el més ràpid possible, s'apoderés d'ell, i diverses columnes es posaren en moviment per assolir-ho. Mina va comprendre que la seva llibertat estava en les muntanyes. Retirades algunes columnes i millorat el temps, sortí de bell nou a campanya, derrotant els imperials a Cinco Villas, apoderant-se de 27 carros de blat furtats als pobles i causant-los nombroses baixes a Egea, Puente la Reina i el Carrascal, altra volta els bonapartistes formaren diverses columnes per agafar-lo.

## Empresonament
Un tret seu prova on arribava la seva serenitat i valor. Desitjós de conèixer les forces que contra ell es reunien, es presentà en la carretera de Saragossa a Pamplona, situant-se a primera fila, i en preguntar-li un pagès, que estava al seu costat i el mirava fixament, on anaven tantes tropes, contestà amb tota tranquil·litat:
| « | <A prendre en Xavier Mina. Molt ho sentiré, contestà el bon navarrès. I jo també, li replicà Mina>. | » |

Víctima d'una iniqua delació i d'un llaç infame, fou sorprès a Labiano, un lloc proper a Aoiz, caient presoner, no sense abans, defensar-se com un lleó.
Conforme al seu costum, igual que havien fet amb els generals Palafox i Álvarez, el maltractaren de la forma més cruel, conduint-lo al castell de Vincennes, del qual no sortí fins al final de la guerra el 1814. Però si Xavier havia caigut presoner restava a Espanya, el seu oncle i hereu Espoz, no tardà a revenjar-se de l'emboscada feta al seu nebot. La Junta Central li havia donat el grau de coronel i poc temps després l'anomenà comandant general de Navarra; i la Junta d'Aragó li concedí el mateix comandament. Durant el seu captiveri Xavier es dedicà a l'estudi de l'art militar amb gran passió. Allà, fou deixeble predilecte de Lahorie, amic i ajudant del revolucionari anti-bonapartista Moreau.

## Tornada a Espanya
Lliure Espanya d'enemics, torna a ella el 1814, trobant que en el país imperava l'absolutisme. Per a restablir la llibertat i la Constitució de Cadis lluitaren l'oncle i el nebot, però foren vençuts i hagueren de cercar la seva llibertat a primer a França, i a Anglaterra després, alguns dels quals governants havien lluitat al seu costat a Espanya contra Napoleó, els i senyalaren una pensió.

## Mina i Independència de Mèxic
El que més crida l'atenció de la labor de Mina, per la seva novetat, modernitat i significat extraordinari, i l'expedició organitzada i preparada a la Gran Bretanya, on va romandre més d'un any i va conviure, estudià i treballà per la llibertat i contra l'absolutisme al costat de Blanco White, Flóres Estrada, els germans Istúriz, Puigblanch, el comte de Toreno i els espanyols americans, refugiats a Londres, Méndez, Bello, Sarratea, Palacios Fajardo, Fra Servando i Fagoaga, entre d'altres. I, als Estats Units, amb una curiosa i poc coneguda intervenció col·lateral de Simón Bolivar amb el qual s'entrevistà a Haití a mitjan octubre de 1816.

### Preparació de l'expedició
A Londres, gràcies a Blanco White, Mina conegué a Lord Holland i el seu ajudant John Allen, l'especialista en temes americans, i sobretot feu amistat amb Lord Russell, el preferit dels Holland, assidu visitant del Cadis de les Corts de Cadis. Foren ells, amb un grup de comerciant de la City, els que aconseguiren els recursos --un bonic vaixell, l'armament i altres pertrets necessaris-- per convertir els seus somnis en realitat, somnis que havien elaborat des d'uns mesos abans el grup de nobles mexicans que vivien a Londres, els germans Fagoaga i els seus amics Lucas Alamán i Fra Servando Teresa de Mier. L'arribada de Mina a Londres l'abril de 1815 semblà providencial a tots els components de la Logia Lautaro i del Quarter general dels patriotes insurgents, que pretenien infructuosament el suport del govern britànic.
Amb Mina com a cap i el suport del general estatunidenc Winfield Scott, que aquells dies visitava Europa, s'entrevistà amb ell en la Holland House, l'expedició es feu a la mar el 15 de maig de 1816, portant uns trenta passatgers a bord del Caledonia, fortament pertret i armat. Les gestions de l'ambaixador espanyol, comte de Fernán Núñez, enfront de Lord Castlereagh no sortiren cap efecte, però mercès a la seva correspondència es coneixen els noms del grup britànic que donà suport a Mina.

### Arribada als Estats Units
Només arribar als Estats Units, Mina ja es trobà amb alguns fets negatius: es confirmà l'afusellament a Mèxic del general Morelos, president del govern insurgent, i la dispersió del Congrés Nacional, perseguit per les tropes reialistes. Desertaren alguns dels oficials que l'havien acompanyat en la travessa de l'Atlàntic i relataren tot el que sabien a l'ambaixador espanyol, Luis de Onís. El mateix Onís tenia muntada una perfecta xarxa d'espionatge en les ciutats més importants, sobretot a Nova Orleans, basada en el capellà Antonio Sedella, que havia convertit al reialisme al vell republicà Mariano Picornell i a l'ex diputat liberal a Cadis José Álvarez de Toledo, el qual s'autotitulava general de l'exèrcit mexicà als Estats Units.
Això no obstant, gràcies al suport del general Winfield Scott, amic de James Monroe, i hispanoamericans residents a Filadèlfia i Baltimore, com en Manuel Torres i Pere Gual, Mina aconseguí reclutar a quasi 200 oficials i tècnics militars, amb el que formà una anomenada Divisió Auxiliar de la República Mexicana organitzada en cossos i brigades especialitzades capaces d'integrar, una vegada en sol mexicà, a una força superior als 10.000 soldats. Durant alguns mesos, Mina es dedica a cercar suport econòmic, comprar vaixells, reclutar oficials i establir una estratègia militar perfectament estructurada.

### Encontre amb Bolívar a Haití
Un dels aspectes més cridaners d'aquesta extraordinària aventura és l'encontre de Mina amb Simón Bolívar a Port-au-Prince, a la mansió del comerciant britànic Robert Sutherland, un gran amic del general Pétion, president d'Haití en aquesta època. Bolívar havia trobat refugi al costat de Pétion després dels seus fracassos de la primavera de 1816 i quan va saber que Mina havia arribat als Estats Units es posà en contacte amb ell. A Baltimore havia viatjat Mariano Montilla, lloctinent de Bolívar, i des del seu encontre amb Mina es posà al seu servei i ja no l'abandonaria en els mesos següents. Concertada l'entrevista, Xavier Mina viatjà a Haití i convisqué uns dies amb Bolívar.
En la correspondència del mateix Bolívar apareixen els seus dubtes respecte del futur immediat, per aquells dies d'octubre de 1816. Li temptà la idea d'acompanyar Mina fins a Mèxic, convençuts com estaven tots que si s'assolia vèncer al tirà rei Ferran VII a Nova Espanya,la resta d'Amèrica cauria sense la menor dificultat. Parlaren, discutiren, sorgí alguna dificultat, potser degut a la diferència d'edat entre tots dos, i finalment Mina partí sense Bolívar, però acompanyat d'uns quants dels seus ajudants -entre ells Montilla i Infante, que a partir d'aquest moment es convertí en secretari de Mina-- rumb a Texas, i en la badia de Galveston hi havia la petita flota de vaixells sota la bandera mexicana, dirigida pel comodor Luis d'Aury.

### Es prepara la intervenció
A Galveston, on Mina arribà el novembre de 1816, i després d'alguns entrebancs amb d'Aury el militar dedicà alguns mesos a la preparació final de la seva Divisió Auxiliar. L'esquema general de l'organització era la següent:en primer lloc, i a les ordes directes del mateix General Mina, com l'anomenaven tots, un cos d'oficials titulat Guàrdia d'Honor del Congrés Mexicà, Estaven al comandament el coronel Young, estatunidenc, amic del general Winfield Scott, reputat heroi de guerres angloamericanes. Seguien després, aquestes brigades: Artilleria, menada pel coronel Myers; cavalleria, coronel comte de Ruuth; Primer Regiment de Línia, menada pel major català, Sardà; i a més cossos especialitzats com Enginyers, Comissaria i Medecina així com els departaments de ferrers, fusters, impressors i sastres.

En un informe presentat al virrei el 1819per un dels oficials de Mina que s'havia passat als reialistes es descriu així als components de l'expedició:
| « | <Mina tenia 28 anys, cinc peus i vuit polsades d'alt, era posseïdor d'una bella figura amb un bon continent. La seva fisonomia indicava un esperit ferm i enèrgic. Era interessant el seu port i t'empenyorava a primera vista, qualsevol si disposava irresistiblement al seu favor. Era temprat i raonable en tots els afers, excepte en punt a femelles als quals afalacs era molt afecte..."."El brigadier Young era un oficial experimentat i de molt fons...En l'última guerra contra Anglaterra es distingí en moltes accions...". Noboa, era espanyol de naixement, oficial jove de coneixement en la tàctica, gran disciplinari però molt covard..."."El coronel Mathiss, nascut a Espanya, oficial comandant dels caçadors, era un dels més valents i experimentats..."."El comte Mauro era nadiu d'Itàlia i oficial de gran valor..."."Sardá era català i un excel·lent oficial..."."El doctor Hennessy era el nostre cirurgià major..."."John Bradburn, nadiu dels Estats Units, és un D. Quixot en tot...".> | » |

### Desembarcament, sense resistència
Finalment la flota d'Aury, unida als bucs de Mina, es feu a la mar el 17 d'abril de 1817 amb destí a Mèxic per a desembarcar a Soto la Marina, en els meandres del riu Santander, un lloc allunyat del port on els estaven esperant les tropes del virrei. No trobà cap resistència i decidí establir un fort menat pel coronel Sardá. Després d'algunes escaramusses, d'un intercanvi de cartes amb alguns caps reialistes que el perseguien i de no tenir notícies dels insurgents, Mina decidí internar-se fins a Guanajuato, on esperava connectar amb els dirigents del moviment.
Però, es trobà amb una gran decepció. Morelos, mort; el Congrés dispersat, el general Guadalupe Victòria (més tard president de Mèxic), que li havia promès esperar-lo, amagat a les muntanyes; els líders supervivents, empresonats en fortaleses diverses. Només restava en el centre del país un petit nucli guerriller menat pel pare Torres i una anomenada Junta de Xauxilla, en un lloc de difícil accés. Entusiasmats tots amb la seva arribada, aviat començaren les enveges, els recels i els enfrontaments. Per altra banda, no existien efectius per enquadrar en la Divisió Auxiliar. Els insurgents eren més aviat quadrilles de camperols a peu o a cavall, sense el menor esperit de disciplina o d'organització, indisposats a sotmetre's militarment. Començava per a Mina un calvari que durà vuit llargs mesos.
Malgrat tot, el guerriller realitzà una marxa exemplar, amb un cos d'exèrcit de 300 oficials i soldats, des de les platges de l'Atlàntic a les altures de Guanajuato, vencent en brillants accions (Valle del Maíz, Peotillos, Los Pinos) a diversos exèrcits que havien sortit en la seva persecució. Arribà el fort de El Sombrero, en el que si trobà amb algun insurgent important i on rebé al pare Torres i a representants del Govern de Xauxilla. Guanyà algunes accions més --San Juan de los Lagos, El Jaral--, però va cometre l'error de tancar-se a El Sombrero, on l'assetgà l'exèrcit reialista comandat pel mariscal Liñan, acabat d'arribar d'Espanya. Aquest fou el principi del fi. Allí moriren alguns dels seus millors soldats i decidí sortir al camp, per a operar en terreny obert, en suport de Torres, que per la seva banda li negava tota classe d'ajuda. La divisió de Mina, que apareix per totes bandes, deia Salut i Llibertat.
Les seves accions es donaren a conèixer en la premsa nord-americana i anglesa i Lord Byron, en terres de Grècia, arribà a dir:
| « | Doneu-me tres dels 300 de Mina i faré unes noves Termòpiles | » |

Volgué conquerir Guanajuato, per tindre un espai per a instal·lar el Govern i obrir negociacions amb els Estats Units, però fracassà i fou fet presoner traïdorament. Fou afusellat l'11 de novembre de 1817. L'historiador Justo Sierra digué d'ell que fou com un llamp que brillà en la foscor de la nit mexicana. Els seus oficials moriren en accions de guerra, caigueren presoners o sobrevisqueren en els exèrcits d'Iturbide; quatre anys més tard, el 1821, Mèxic proclamà la seva independència.
Les despulles de Mina es conserven dins la cripta de la Columna de la Independència, al Passeig de la reforma de Ciutat de Mèxic, al costat de les del capellà Hidalgo i els altres tres herois nacionals del país: Morelos, Allende i Bravo. I en aquest monument el recorda una bella estàtua de marbre de tres metres i mig d'altura.